# Renaissance nationale de la Pologne

Drapeau de la Renaissance nationale de la Pologne.

Renaissance nationale de la Pologne (en polonais : Narodowe Odrodzenie Polski, abrégé en NOP) est un parti politique polonais d'extrême droite, tercériste, nationaliste radical, corporatiste, membre fondateur — avec Forza Nuova et la Phalange espagnole — du Front national européen et du International Third Position. Son leader est Adam Gmurczyk. Son organe officiel est Szczerbiec (nom de l'épée de couronnement du roi de Pologne).

## Histoire
Il est l'héritier politique du Camp national-radical (Obóz Narodowo-Radykalny, ONR), qui avait fait scission en 1934 avec le Parti national-démocrate (Endecja). Il se réclamait alors ouvertement du fascisme, avait organisé des pogroms et aussi combattu dans la Résistance pendant la Seconde Guerre mondiale.
Fondé le 10 novembre 1981, il a été enregistré comme parti politique en 1992. En 2005, il n'a obtenu que 7 000 voix (0,06 %) lors des élections législatives de 2005. Il a rejoint l'Union chrétienne nationale lors de la fondation de ce parti en 1989, avant de quitter ses fonctions en février 1990. Le NOP s'est enregistré en tant que parti politique en 1992. Ce parti est la seule organisation d'extrême droite à prétendre succéder au Camp national-radical Falanga (RNR) l'organisation de jeunesse nationaliste d'avant-guerre, interdite en 1934.
Le NOP publie les magazines Szczerbiec (le nom de l'épée de couronnement royale polonaise), qui répertorie les néofascistes [Derek Holland et Roberto Fiore parmi les membres de son comité de rédaction, Młodzież Narodowa (Jeune Nation), Myśl (La pensée), and 17 – Cywilizacja Czasów Próby (17 – La civilisation des temps de procès).
En 2009, le nombre de membres du NOP en Pologne était estimé à 1 000. Le NOP a également des sympathisants hors de Pologne, notamment au sein de la communauté polono-américaine, notamment l’association des patriotes polonais établie à New York et l’Institut révisionniste polonais d’histoire de Chicago.
En 2001, le NOP a tenté de se lancer dans la politique parlementaire pour la première fois. L'alliance des nouvelles forces (Sojusz Nowych Sił), nouvelle organisation de front, a rejoint le bloc électoral nationaliste, le Mouvement social alternatif (Alternatywa Ruch Społeczny). Marcin Radzewicz, chef du Front national-socialiste (Front Narodowo-Socjalistyczny) figurait parmi les candidats du NOP. L'ARS a gagné un peu moins de 0,5% des voix et l'alliance a été dissoute.
Lors des élections législatives de 2005, le NOP avait recueilli 0,06% des suffrages. Lors des élections régionales autonomes de 2006, il a recueilli 0,30%, soit environ 41 000 voix. Lors des élections législatives de 2007, le NOP a recueilli 42 407 voix dans quatre circonscriptions. Lors des élections régionales autonomes de 2010, le parti a recueilli 0,24% des voix.
Lors des élections législatives de 2011, Anetta Stemler, candidate au poste de sénateur du NOP dans la 1re circonscription électorale, a recueilli 2 934 voix, soit 3,10%.
Le NOP est connu pour avoir tenté d'attirer l'attention des médias avec ses campagnes choquantes. Lors des élections législatives de 2007, le NOP a distribué des affiches de campagne électorale portant le slogan « Fascisme? Nous sommes pires ».

## Racisme et antisémitisme
Le NOP est considéré comme une organisation antisémite par un certain nombre d’organes gouvernementaux, d’organisations non gouvernementales, d’institutions universitaires et par des experts du monde entier, tels que le département d’État des États-Unis,, et la Commission européenne contre le racisme et l'intolérance (ECRI). Selon l'Institut Stephen Roth pour l'étude de l'antisémitisme contemporain et du racisme, le NOP encourage des formes violentes de néofascisme et d'antisémitisme, y compris la négation de l'Holocauste.
Selon l'historien britannique John Pollard, les éléments néofascistes du NOP et leur racisme et homophobie continuent de susciter l'inquiétude dans les autres pays membres de l'Union européenne.
Le parti a également exprimé son soutien à l'attentat à la bombe contre Israël lors du conflit israélo-libanais de 2006, avec une affiche indiquant « Bomby na Izrael - Już czas !!! ». (« Bombes contre Israël - il est grand temps !!! »). Le 13 août 2006, Adam Gmurczyk, dirigeant du NOP, a publié une déclaration au nom du Conseil exécutif du NOP, intitulée « Izrael musi zostać zniszczony! » (« Israël doit être détruit! »), Appelant à la prise de contrôle militaire et offrant de confier le contrôle administratif de Jérusalem entre les mains du pape Benoît XVI et de ses successeurs.

## Programme

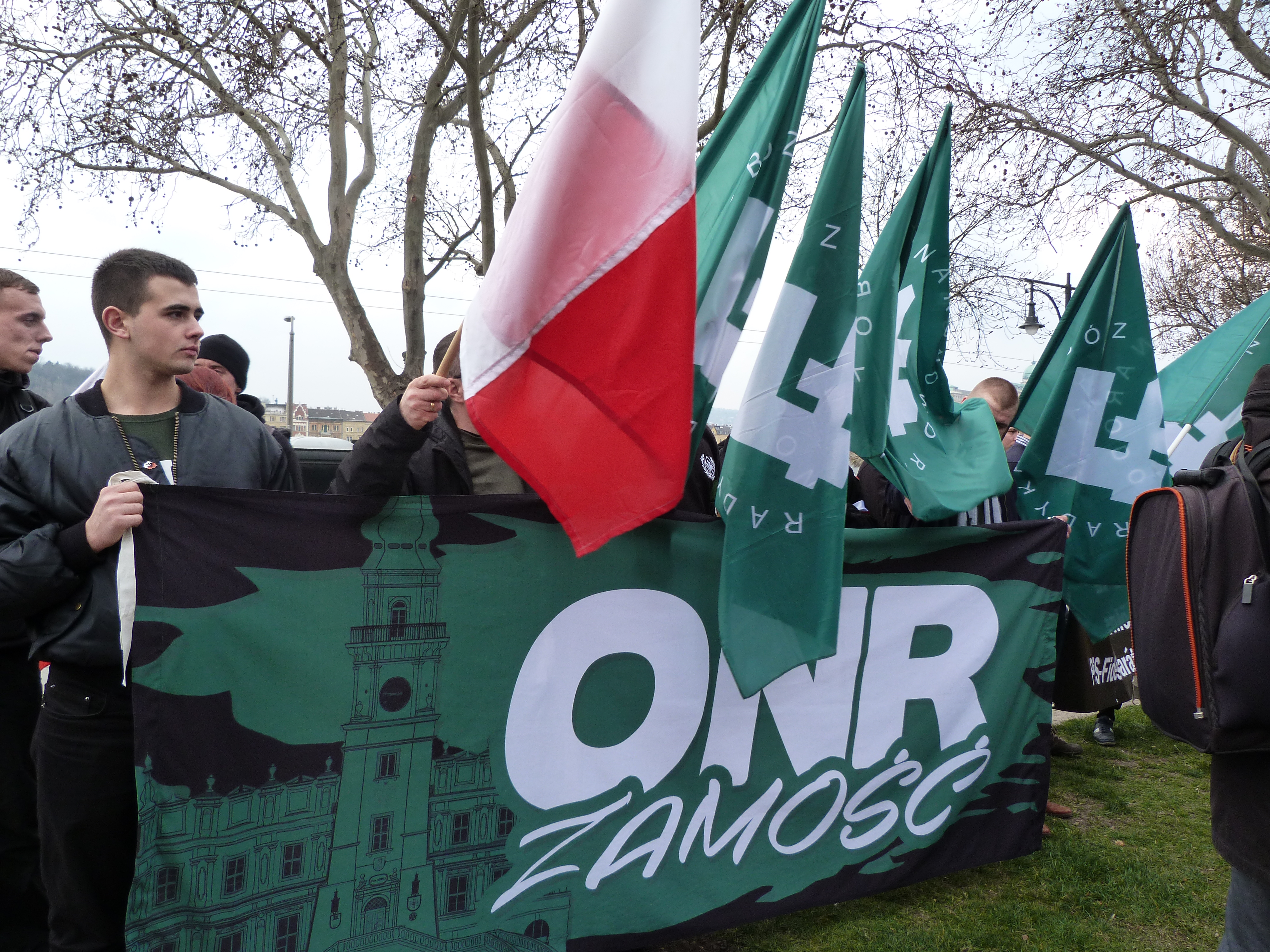
Manifestation du NOP en 2015.

Le programme officielle de la NOP comprend :
- l'adoption des principes phalangistes et un système politique reposant sur un syndicalisme national ;
- l'opposition à l'euthanasie et à l'avortement ;
- l'opposition au mariage homosexuel et l'adoption pour les couples LGBT ;
- le départ de la Pologne de l'UE et de l'OTAN ;
- le retour de la peine capitale (pour les meurtriers, les violeurs, les pédophiles, le trafic de drogue, le crime organisé et pour agir contre l'État de la Pologne) ainsi que de grandes peines pour des actes immoraux comme la corruption ;
- un minimum de bureaucratie gouvernementale ;
- l'opposition au socialisme et au libéralisme à l'égard de la conduite morale et économique, préférant une troisième voie ;
- la nationalisation des secteurs stratégiques ;
- la suspension du paiement de la dette extérieure.